# ساسانو
ساسانو (به ایتالیایی: Sassano) یک کومونه در ایتالیا است که در استان سالرنو واقع شده‌است. ساسانو ۴۷ کیلومتر مربع مساحت و ۵٬۰۷۰ نفر جمعیت دارد.